# Руслан Чагајев
Руслан Чагајев (тат. Руслан Шамил улы Чагаев, рус. Руслан Шамилович Чагаев; Андижан, 19. октобар 1978) је узбекистански професионални боксер, који је по етничкој припадности Татарин.
Као аматерски боксер освојио је азијско и светско првенство у тешкој категорији. Године 2007. Чагајев је одлуком судија освојио ВБА наслов (World Boxing Association) победивши Николаја Валујева и тако је постао прва особа из Азије са том титулом. У професионалној каријери је остварио 30 победа (19 нокаутом), 2 пораза и 1 нерешено.